# Supreme Records (Los Angeles)

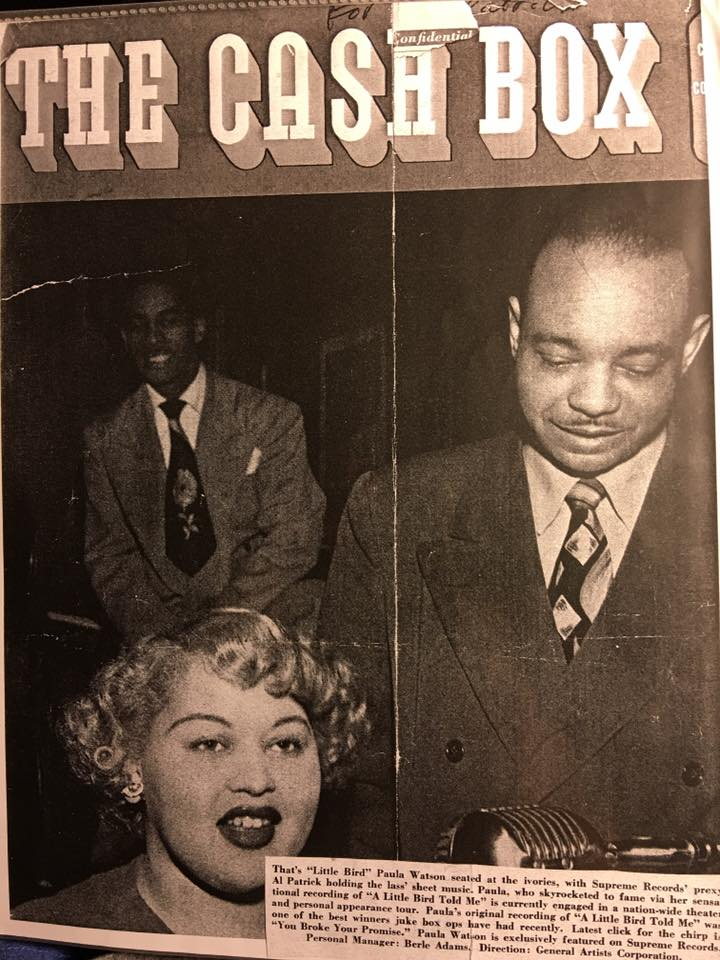
Paula Watson (left), Albert Patrick (right)
Cash Box magazine

Supreme Records war ein kleines, unabhängiges Plattenlabel in Los Angeles von 1947 bis 1950. Es wurde vom Zahnarzt Albert Patrick gegründet und war auf Rhythm and Blues spezialisiert. Zu den veröffentlichten Künstlern gehörten Jimmy Witherspoon, Paula Watson, Buddy Tate, Eddie Williams and his Brown Buddies (mit Floyd Dixon), Big Jim Wynn und Percy Mayfield.

## Hits
Supremes zwei größte Hits waren Paula Watsons „A Little Bird Told Me“, welches mehr als eine Million Mal verkauft wurde, und Jimmy Witherspoons Version von „Ain’t Nobody’s Business“, aufgenommen auf Albert Patricks Anfrage. Dieses blieb 34 Wochen in den Billboard’s Hot R&B/Hip-Hop Songs.

## Gerichtsprozesse
Supreme war in einen kostspieligen Rechtsstreit mit Decca Records verwickelt wegen Urheberrechtsverletzung, da das Arrangement von Paula Watsons Version von „A Little Bird Told Me“ mit der Version von Evelyn Knight identisch war. Der Richter entschied zugunsten von Decca und stellte fest, dass Arrangements einer bestehenden Komposition nicht als Eigentum betrachtet werden können. Er stellte außerdem fest, dass das Arrangement von Watsons Version nicht originell sei und die Unterschiede zwischen den Versionen offensichtlich seien.
In einem anderen Rechtsstreit verlor das Label seinen Press- und Vertriebspartner Black & White Records, nachdem es einen Streit über den Verkauf der Plattenpresse durch Black & White an Monogram in Kanada gegeben hatte.

## Schließung
Aufgrund der finanziellen Belastung durch die Rechtsstreitigkeiten wurde Supreme 1950 geschlossen. Die meisten Master-Aufnahmen wurden an Swing Time Records verkauft. „Two Years of Torture“, aufgenommen von Percy Mayfield, wurde von John Dolphins Label Dolphin’s of Hollywood erneut veröffentlicht.